# Station Brentwood
Brentwood is een spoorwegstation van National Rail in Brentwood, Essex in Engeland op 29,3 km ten oosten van London Liverpool Street. Het station is eigendom van Network Rail en wordt beheerd door Transport for London. Het station is gelegen aan de Great Eastern Main Line.

## Geschiedenis

### Eastern Counties Railways (1840-1862)
Brentwood station werd geopend op 1 juli 1840 als een tijdelijk eindpunt door de Eastern Counties Railway (ECR) aan wat de Great Eastern Main Line zou worden, tot 1843, toen de lijn werd verlengd naar Colchester. Aanvankelijk waren houten noodgebouwen geplaatst die in 1842 werden vervangen door stenen gebouwen, waaronder een toren en een klok die luidde bij het vertrek van een trein. Vanaf de opening beschikte het station over een kleine draaischijf en in 1845, toen grotere locomotieven werden ingezet, werd een grotere draaischijf geleverd. Omdat het zich aan de onderkant van een steile helling bevindt, werden locomotieven ondergebracht in Brentwood om als opdrukloc te dienen en in 1868 werd de draaischijf nogmaals vergroot. Aanvankelijk stond aan de westkant van de perrons een driesporige locomotievenloods aan de zuidkant van het toen dubbelsporige traject. Daarnaast beschikte het station over een zijspoor, dat vanuit het noorden te berijden was, voor verkeer van/naar de Warley kazerne iets ten zuiden van het sation. Tegen de jaren 60 van de 19e eeuw waren de spoorwegen in East Anglia in financiële problemen en de meeste werden verhuurd aan de ECR. Ze wilden formeel fuseren, maar pas in 1862 gaf de regering toestemming voor de vorming van de Great Eastern Railway.

### Great Eastern Railway (1862-1922)
De Great Eastern Railway (GER) nam de exploitatie over in 1862 en hernoemde het station "Brentwood & Warley for Billericay" in 1882, afgekort tot "Brentwood & Warley" in 1889. Rond 1870 lag het goederenemplacement in open terrein met meerdere opstelsporen en rangeersporen, en een goederenloods. Daarnaast hadden de plaatselijke gasfabriek en Robsons Maltings een aansluitspoor. Rond 1890 had ook de kolenhandelaar Thomas Moy uit East Anglia een aansluitspoor. De locomotievenloods werd in 1893 herbouwd.

### London &North Eastern Railway (1923-1947)
In 1921 werd een nieuwe spoorwegwet aangenomen waarmee de verschillende spoorwegmaatschappijen in vier houdstermaatschappijen werden ondergebracht met ingang van 1923. Zodoende ging de Great Eastern, inclusief de stations, op in de London and North Eastern Railway (LNER). De LNER verdubbelde in 1934 het aantal doorgaande sporen tot vier. Aan de zuidkant van het station werden twee nieuwe perrons geopend, met een nieuwe kaartverkoop, de klokkentoren werd in de jaren 1920 gesloopt.
Plannen om de lijn door Brentwood en Shenfield te elektrificeren werden aangekondigd in de jaren 30 van de 20e eeuw, maar werden in de wacht gezet nadat de Tweede Wereldoorlog uitbrak. Het station werd gebombardeerd tijdens de Tweede Wereldoorlog en de nieuwe kaartverkoop werd beschadigd. Tijdens de Tweede Wereldoorlog werden meerdere locomotieven uit Stratford ondergebracht in Brentwood omdat Stratford een groter en voor de hand liggender doel was voor aanvallen.

### British Railways (1948-1996)
Na de nationalisatie van de spoorwegen op 1 januari 1948 werd Brentwood onderdeel van de Eastern Region van British Railways. De locomotievenloods werd in 1949 gesloten, hoewel er tot september 1956 een kleine rangeerlocomotief met benzinemotor beschikbaar bleef, die ter plaatse werd onderhouden.
De elektrische dienst naar Shenfield werd ingehuldigd op 26 september 1949, maar de diensten werden uitgevoerd volgens de dienstregeling en snelheden van de stoomtreinen, tussen de stoomtreinen die ook nog steeds in bedrijf waren. De volledige elektrische dienst begon officieel op 7 november 1949, hoewel de dag ervoor de dienstregeling al met ledigmaterieel was uitgevoerd. In 1969 werd de naam van het station weer veranderd in "Brentwood".

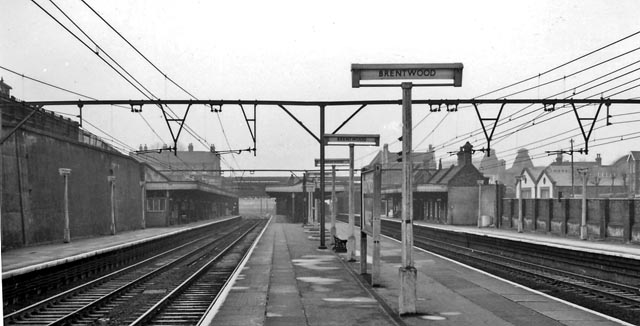
Brentwood & Warley in 1961.
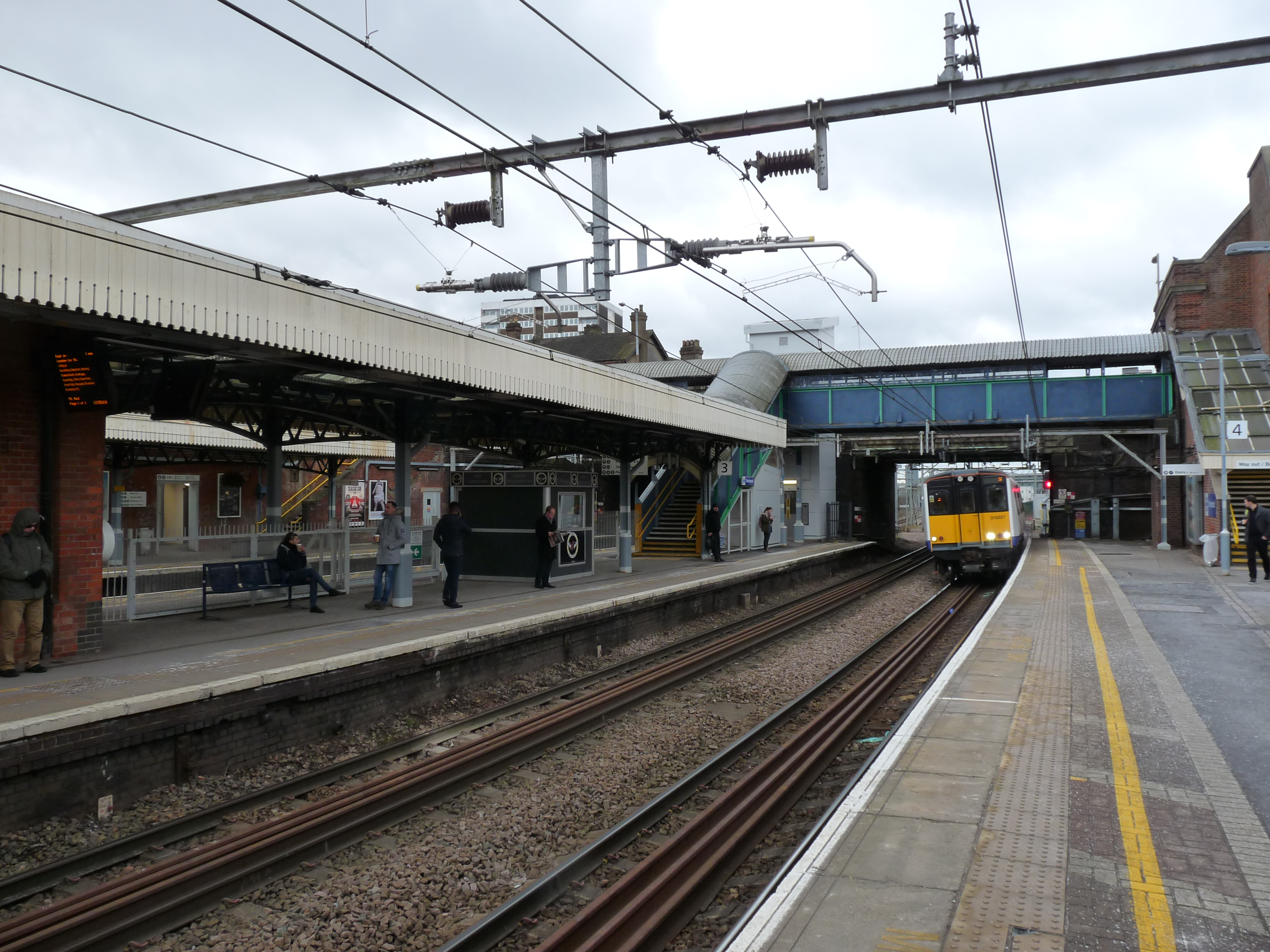
Brentwood in 2016.
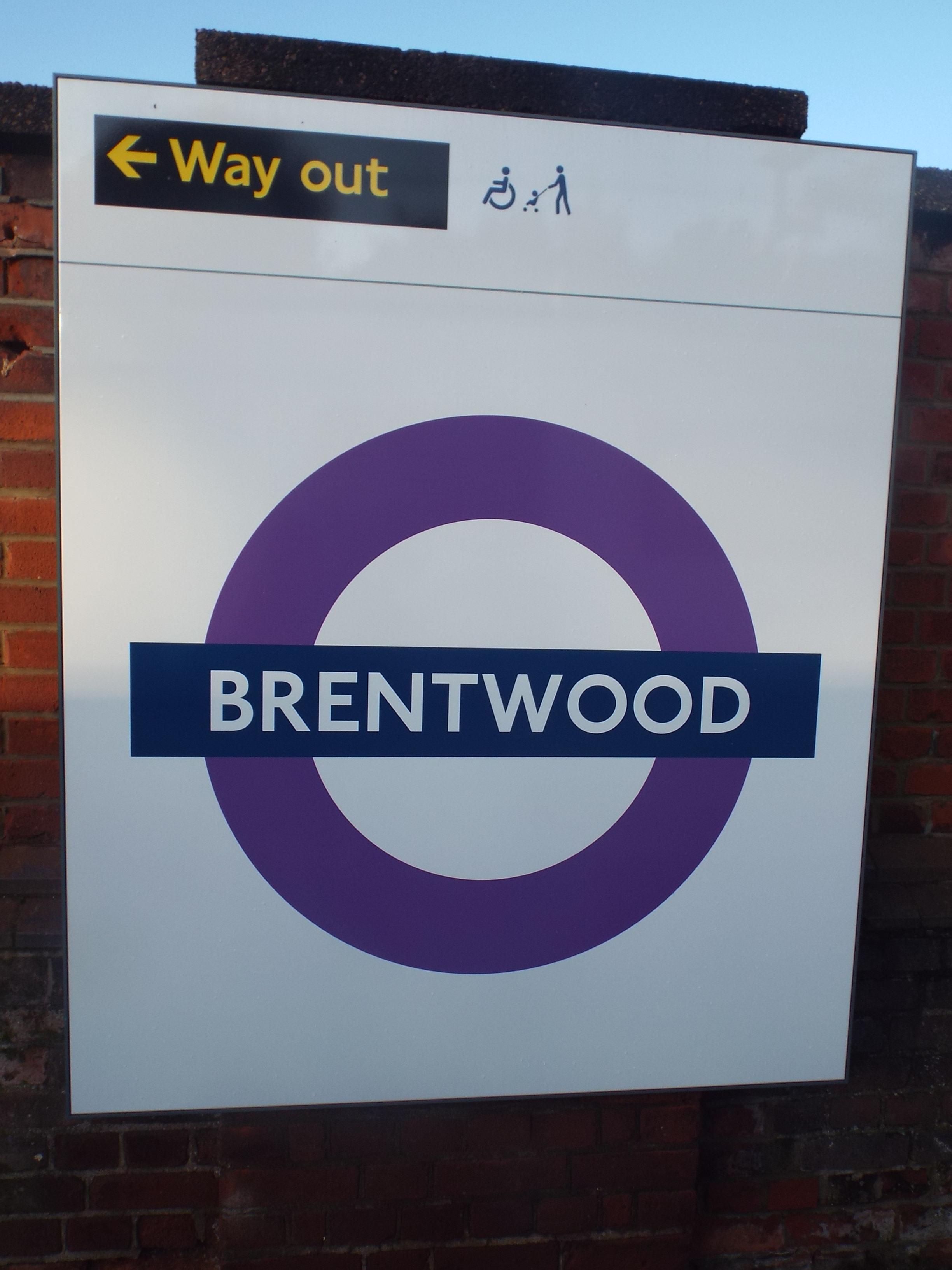
De roundel van de Elizabeth line.

### Privatiseringstijdperk (1996-heden)
Het station ligt onderaan een helling richting Shenfield die voor stoomtreinen een forse klim betekende. Tot 2001 waren er trappen op het talud aanwezig om werklieden toegang te geven tot de sporen, maar deze werden vervangen door een voetpad. In 2010 startte National Express East Anglia, toen de beheerder van de lijn, met een verbeteringsprogramma op het station, waaronder de uitbreiding van de ingang en kaartverkoop, het opknappen van wachtkamers en de installatie van reizigersliften naar de perrons. 
Brentwood was in de plannen van Crossrail opgenomen als onderdeel van de oosttak van hun Elizabeth line. De bouw van de Elizabeth line begon in 2008 en zou eind 2018 geopend worden. De Elizabeth Line werd echter pas op 17 mei 2022 geopend, vooruitlopend hierop nam Transport for London (TfL) op 31 mei 2015 de diensten tussen Liverpool Street en Shenfield over onder de naam TfL Rail. De diensten ten oosten van Liverpool Street worden sinds 24 mei 2022 gereden onder de naam Elizabeth line al moeten reizigers tot de opening van de tunnel tussen Whitechapel en Stratford, op 6 november 2022, in Liverpool Street overstappen tussen de bovengrondse perrons van het oostelijke deel van de lijn en de ondergrondse perrons van de rest van de Elizabeth line. Vanaf het voorjaar 2023 zullen rechtstreekse diensten tussen Shenfield en Reading worden aangeboden.

## Ongevallen en incidenten
- Op 19 september 1850 kwamen negen werklieden om het leven toen ze in dichte mist werden aangereden door een trein in de buurt van station Brentwood. De ECR werd door de jury van de lijkschouwer bekritiseerd omdat ze de mannen niet voldoende had beschermd.
- Op 20 november 1902 raakten ongeveer 80 passagiers gewond toen de trein van Ipswich naar Liverpool Street van achteren door een lege trein werd aangereden tijdens een stop in Brentwood &Warley. Het onderzoek van de Board of Trade stelde vast dat de snelheid van de lege trein "niet meer dan vier of vijf mijl per uur was" op het moment van de botsing, omdat deze nog maar net van een zijspoor was getrokken om in Brentwood de dienst te beginnen.
- Op 8 juli 1926 raakten 12 mensen gewond toen een passagiers- en posttrein uit Liverpool Street Brentwood &Warley naderde en frontaal in botsing kwam met een stuurstandmotorwagen. Op het moment van de klap was de snelheid van de passagierstrein ongeveer 10 mpu, terwijl de motorwagen bijna of volledig stilstond. Als hoofdoorzaak werden bestuurders- en rangeerfouten aangewezen in combinatie met een te hoge snelheid.
- Op 10 februari 1941 kwamen zeven mensen om het leven en raakten 19 zwaargewond bij een aanrijding op het spoor tussen Harold Wood en Brentwood & Warley. Een sneltrein die van Liverpool Street naar Norwich Thorpe reed, kwam tot stilstand op de hoofdlijn toen hij door een tekort aan stoom te helling niet kon nemen. Ongeveer acht minuten later werd hij van achteren aangereden door de stoptrein naar Southend Victoria die door rood was gereden. De snelheid van de stoptrein lag rond de 30 mpu wat resulteerde in een grote klap. De machinist van de stoptrein was volledig fit, zeer ervaren en had zowel het rode sein als de gestopte trein voor hem moeten opmerken. Hij "gaf zijn verantwoordelijkheid voor de aanrijding volledig toe" en volgens een onderzoek van het ministerie van Oorlogstransport: "Zo'n ernstige fout van een ervaren machinist is moeilijk uit te leggen."

## Treinverbindingen
Sinds 2 januari 2013 is het station opgenomen in het PAYG (Pay As You Go / reizend specifieren) gebied van de Oyster card.
De reizigersdienst wordt verzorgd door de Elizabeth line van Transport for London, met treinstellen van class 345:
Londen Liverpool Street - Stratford - Maryland - Forest Gate - Manor Park - Ilford - Seven Kings - Goodmayes - Chadwell Heath - Romford - Gidea Park - Harold Wood - Brentwood - Shenfield.
8x per uur, 4x per uur op zondag.
Op 6 november 2022 zal de Elizabeth-lijndienst worden gekoppeld aan de rest van de lijn zodat de treinen voorbij Liverpool Street kunnen doorrijden naar Paddington en verder naar Reading en Heathrow Airport.

## Busverbindingen
| Lijn       | Route                                                              | Exploitant    |
| ---------- | ------------------------------------------------------------------ | ------------- |
| 9          | Warley - Brentwood - Billericay - Basildon                         | First         |
| 21         | Warley - Brentwood - Ongar                                         | S M Coaches   |
| 73/73A/73B | Pilgrims Hatch - Brentwood (- Warley)                              | First         |
| 81/82      | Brentwood - Shenfield - Hutton                                     | Ensign Bus    |
| 261        | Brentwood - Pilgrims Hatch - Doddingshurst - Blackmore             | Regal Busways |
| 351        | Brentwood - Mountnessing - Ingatestone - Margaretting - Chelmsford | First         |
| 565        | Brentwood - Herongate - West Horndon - Bulphan                     | Regal Busways |